# Саммерс, Кеннеди
Кеннеди Саммерс (англ. Kennedy Summers; род. 3 марта 1987, Берлин) — немецкая фотомодель.

## Биография
Кеннеди Саммерс родилась 3 марта 1987 года в Берлине, Германия. В 8 лет переехала вместе с родителями в Чикаго. После окончания средней школы, 3 года училась в медицинской школе.
В январе 2010 года начала карьеру фотомодели. Стала Playmate мужского журнала «Playboy» в декабре 2013 года и была признана девушкой года.

## Фильмография
| Год  |   | Русское название               | Оригинальное название             | Роль         |
| ---- | - | ------------------------------ | --------------------------------- | ------------ |
| 2013 | с | Плейбой Плюс                   | Playboy Plus                      | камео        |
| 2014 | с | Утреннее шоу Плейбой           | The Playboy Morning Show          | камео        |
| 2015 | с | Плейбой Плейбек                | Playmate Playback                 | камео        |
| 2015 | с | Неизвестные                    | Fameless                          | камео        |
| 2016 | с |                                | Back Stabber                      | Даймонд      |
| 2017 | ф |                                | Dog Years                         | красотка №2  |
| 2018 | ф | Кукловод: Самый маленький рейх | Puppet master: The littlest reich | Голди        |
| 2019 | ф | Грязь: Глава 1                 | Muck: Chapter 1                   | Андреа Дория |